# Пинясов, Григорий Ильич
Григо́рий Ильи́ч Пиня́сов — мокшанский писатель, прозаик и драматург.
Родился 11 сентября 1944 года в селе Мордовская Поляна. Окончил Зубовополянское педучилище в 1962, затем Мордовский государственный университет имени Н. П. Огарёва в 1975.

## Биография
Работал в газете «Мокшень правда», а с 1982 года — в журнале «Мокша». В 1998 году возглавил детский иллюстрированный журнал «Якстерь тяштеня». Член правления Союза писателей Мордовии, член коллегии Министерства культуры РМ, представлял республику во Всемирном консультативном комитете финно-угорских народов.
Член Союза журналистов СССР (1967), член Союза писателей СССР (1982), заслуженный писатель РМ (1994), лауреат Государственной премии РМ (2000).

## Творчество
Первое стихотворение «Ваймама шиня» («В день отдыха») напечатано в 1959 году в журнале «Мокша». В 1977 году отдельным изданием выходит повесть «Ветецесь» («Пятый»), произведение глубоко гуманистическое, высокого нравственного накала. В результате многочисленных поездок к военным морякам Черноморского флота, участия в крупных морских учениях появилась повесть «К самому теплому берегу».
Отдельные произведения издавались в Москве, Болгарии, в финно-угорских республиках. На мокшанский язык перевел пьесу финской писательницы Инкери Кильпинен «Белые розы на столе», пьесу венгерского драматурга Арпада Гёнца «Камень на камне», а также произведения русских, удмуртских, чувашских, марийских писателей. В Мордкизе выходили его книги «Сембода лямбе берякти» («К самому теплому берегу», 1988), «Тушенттама, аля, тушенттама» («Уходим, друг, уходим», 1990), «Старые раны» (1995), «Эштерь туцят» (2000). В 2004 году вышла в свет книга сказок, рассказов и повестей «Вирявань руця» («Платок Вирявы»).